# Ryan Rottman
Ryan Rottman (né le 17 mars 1984 en Louisiane) est un acteur américain. Il est surtout connu pour avoir tenu le rôle de Joey Colvin dans la série Gigantic (2010-2011), ainsi que le rôle de Jordan Lyle dans la série dramatique The Lying Game (2013). En 2013, il soutient l'association Straight But Not Narrow.

## Biographie
Ryan a lancé sa carrière d'acteur en 2007, à l'âge de 23 ans, en jouant dans un épisode de la comédie dramatique Viva Laughlin. Auparavant, il jouait dans des pièces de théâtre de l'université Texas Tech dans laquelle il étudiait. En 2008, il a fait un caméo dans la comédie Super blonde aux côtés de Anna Faris et Emma Stone. Il a joué dans de nombreuses séries à succès : Greek, 90210 Beverly Hills : Nouvelle Génération ou encore Victorious. En 2013, il a tenu un rôle récurrent dans la deuxième saison de The Lying Game.

## Vie privée
Ryan a été en couple avec l'actrice Brittany Snow de novembre 2008 à octobre 2010,. 
En février 2011, Ryan commence à fréquenter l'actrice et chanteuse Victoria Justice, de neuf ans sa cadette — qu'il a rencontré sur le tournage de Victorious quelques mois auparavant,. 
Ils se sont séparés en août 2013 au bout de deux ans et demi de relation,,,,. 
Depuis août 2013, Ryan est le compagnon du mannequin Jessica Vargas ,.

## Filmographie

### Cinéma
- 2008 : Super blonde : Le vendeur de calendriers
- 2009 : Stuntmen : Guy Torre
- 2009 : The Open Road : Peabody Bellhop
- 2010 : Closing Time : Tyler
- 2011 : Cousin Sarah : Jacob Forester
- 2013 : White Dwarf : Ryan
- 2017 : Billionaire Boys Club de James Cox : Scott

### Télévision
- 2007 : Viva Laughlin : Matt (1 épisode)
- 2009 : Greek : Jess (1 épisode)
- 2010 - 2011 : Gigantic : Joey Colvin
- 2011 : Victorious : Ryder Daniels (épisode 1 saison 2)
- 2011 - 2012 : 90210 Beverly Hills : Nouvelle Génération : Shane (6 épisodes)
- 2013 : The Lying Game : Jordan Lyle (10 épisodes)
- 2013 : The Middle : Cliff (1 épisode)
- 2014 : Happyland : Theodore "Theo" Chandler (8 épisodes)
- 2015 : See Dad Run : Nick Banner
- 2016 : Diagnosis Delicious : Dave Oberlin (téléfilm)
- 2018 : Le Bal de Noël : Chris Shepherd (téléfilm)
- 2019: La sœur de la mariée  : Ben (téléfilm)
- 2021 : Notre promesse de Noël : Ben (telefilm)